# Zacharias Zeraeua

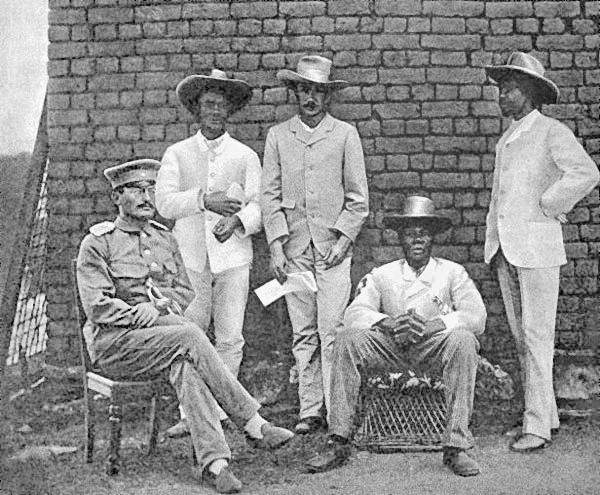
Theodor Leutwein (links sitzend), Zacharias Zeraeua (2. von links), Manasse Tyiseseta (4. von links), Samuel Maharero (rechts), 1895

Zacharias Zeraeua (häufig auch Zeraua geschrieben; * 19. Jahrhundert; † 3. September 1915 in Otjimbingwe, Deutsch-Südwestafrika) war ein Stammesführer einer Gruppe der Ovaherero mit Hauptsitz in Otjimbingwe, im früheren Deutsch-Südwestafrika, dem heutigen Namibia.

## Leben
Zacharias Zeraeuas Vater war der Ovaherero-Führer Christian Wilhelm Zeraeua († 1876). Am 26. November 1894 vermittelte Theodor Leutwein ein Treffen von Samuel Maharero und Zeraeua mit Manasse Tyiseseta bei Omaruru zwecks Einigung der Ovaherero-Führer.
Kaptein Zeraeua verkaufte den Otjimbingwer Händlern Gustav Roesemann und Eduard Hälbich Ländereien um das Wasserloch „Otjandjomboimwe“. Hier errichteten diese 1898 Handelsniederlassungen, aus denen im Jahre 1900 mit Anbindung an das Eisenbahnnetz der Ort Karibib entstand.

## Teilnahme am Aufstand der Herero
Als im Jahre 1903 der Mörder der Schwiegertochter Zeraeuas nur eine geringe Strafe von drei Jahren Haft erhielt, kam es in Otjimbingwe bereits zu Unruhen. Zeraeua schloss sich erst ab dem 23. Januar 1904 dem Aufstand der Herero an. Missionar Johannes Olpp war es gelungen, Zeraeua mehrere Tage von einer Beteiligung abzuhalten. Die Otjimbingwer Ovaherero unter Zeraeua erlitten im Gefecht bei Lievenberg am 16. Februar durch das deutsche Landungskorps unter Führung des Kapitänleutnant Hans Gygas, dem 1. Offizier der Habicht, eine Niederlage. Ende März verließ Zeraeua den Bereich der Oruware und zog nach Ongandjira ins obere Swakop-Tal, um sich mit den Aufständischen unter Samuel Maharero zu vereinen.
Nach der Schlacht am Waterberg im August 1904 zogen sich die Otjimbingwer Ovaherero mit anderen Stammesgruppen über Okahandja zwischen den Rivieren Omatako Omuramba und Eiseb Omuramba zurück. Im Dezember 1904 bot Major Ludwig von Estorff den Hereros, die sich ergeben, an, wieder in ihre alten Siedlungsgebiete zurückzukehren. Doch Generalleutnant Lothar von Trotha reagierte gegenüber von Estorff mit den Worten: „Sie haben nichts zu versprechen!“.

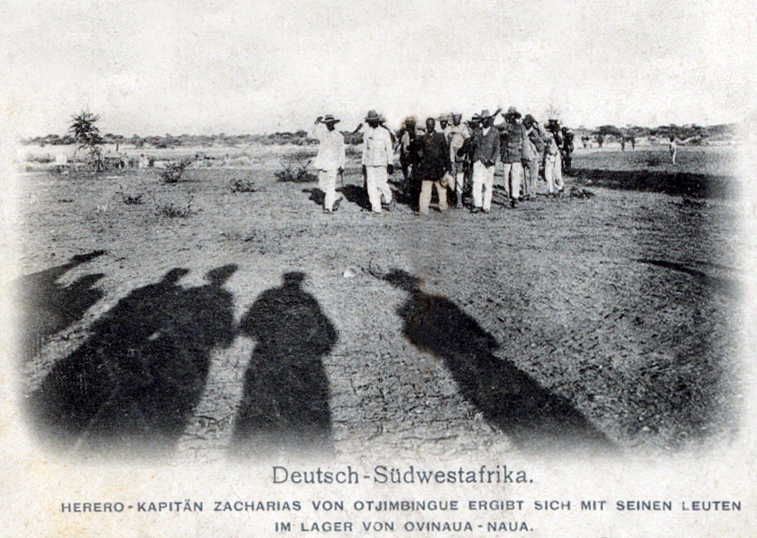
Zacharias Zeraua ergibt sich am 9. Januar 1905 der Abteilung Major von Estorffs

Als am 12. Dezember 1904 in Owinaua-Naua Lothar von Trotha infolge von Weisungen aus Berlin den Willen zu Verhandlungen mit rückkehrwilligen Herero proklamierte, ergab sich dort Zeraeua mit 470 Mitgliedern seines Verbandes am 9. Januar 1905 dem Major Ludwig von Estorff und berichtete über das Schicksal anderer Herero-Abteilungen.